# Big City Lights
Big City Lights - jedyny singel z Hell & High Water EP zespołu Black Stone Cherry. Został wybrany na singla po tym jak został „ulubieńcem” fanów gdy umieszczono go na oficjalnym profilu zespołu na MySpace.